# ソベチロム
ソベチロム（Sobetirome、GC-1）は、甲状腺ホルモン模倣薬であり、抗肥満作用が期待される化合物である。肝臓の甲状腺ホルモン受容体（TRβ1）に選択的に結合してLDLコレステロール、トリグリセライド、体脂肪を減少させるが、心臓、筋肉、骨等に存在する受容体TRα1への結合力は弱いとされる。